# Paradisea lusitanica
Espèce
Paradisea lusitanica est une espèce de plantes de la famille des Asparagacées.